# Paul Mercurio
Paul Joseph Mercurio (Swan Hill, 31 marzo 1963) è un attore, ballerino e conduttore televisivo australiano.

## Biografia
Figlio del caratterista italoaustraliano Gus Mercurio, Paul Mercurio è nato artisticamente come ballerino, avendo iniziato danza classica all'età di nove anni. A diciannove è diventato etoile maschile della Sydney Dance Company, ruolo che ha conservato per quasi un decennio. In seguito ha deciso di studiare recitazione, senza però abbandonare del tutto la carriera di danzatore, tanto che il suo primo ruolo cinematografico da protagonista è stato quello di un ragazzo che vince una competizione di ballo, in Ballroom - Gara di ballo di Baz Luhrmann (1992), film ben accolto in tutto il mondo. Paul Mercurio è conosciuto anche per aver sostenuto la parte principale nel film tv Giuseppe (1995).
Gestisce un blog dove trova largo spazio uno dei suoi interessi, la gastronomia, della quale si è occupato nel programma televisivo Mercurio's Menu. Ha condotto anche altre trasmissioni nel suo Paese e fatto parte della commissione giudicatrice in due versioni del programma Dancing with the Stars, quella australiana e quella neozelandese. Degna di nota inoltre la sua attività di consulente coreografico in allestimenti teatrali, film e cortometraggi.

## Vita privata
Ha tre figlie - Elise, Emily ed Erin - nate dal suo matrimonio con la danzatrice Andrea Toy. Attualmente vive a Melbourne.

## Filmografia

### Attore

#### Cinema
- Ballroom - Gara di ballo (Strictly Ballroom) (1992)
- Exit to Eden (Exit to Eden) (1994)
- Back of Beyond (1995)
- Pazzi per Mozart (Cosi) (1996) Non accreditato
- Red Ribbon Blues (1996)
- Museum of Love (1996) Cortometraggio
- Benvenuti a Woop Woop (Welcome to Woop Woop)  (1997)
- Dark Planet (1997)
- The First 9 1/2 Weeks (1998)
- Sydney: A Story of a City (1999) Cortometraggio
- Kick - Nati per ballare (Kick)  (1999)
- Hunting for Shadows (2016)
- A Silent Agreement (2017)

#### Televisione
- Boxes (1985) Film televisivo
- Giuseppe (Joseph) (1995) Miniserie televisiva
- Water Rats, nell'episodio "Closed Circuit" (1997)
- Heartbreak High, nell'episodio 5x21 (1997)
- Medivac (1998) Serie televisiva
- The Day of the Roses (1998) Miniserie televisiva
- Pig's Breakfast, nell'episodio "The Problem with Phillip" (1999)
- Murder Call (Murder Call), nell'episodio "L'odore della morte" (2000)
- All Saints, nell'episodio "Fate Dances with Lady Luck" (2000)
- The Finder (2001) Film televisivo
- Detective Novak, indagine ad alta quota (Code 11-14) (2003) Film televisivo
- Blue Heelers - Poliziotti con il cuore (Blue Heelers), negli episodi "Winning at All Costs" (1999) e "Raging Hormones" (2003)
- Through My Eyes (2004) Miniserie televisiva
- City Homicide, nell'episodio "The Ripe Fruits in the Garden" (2007)
- Creative Kids, nell'episodio "How to Be a Dancer" (2014)

### Doppiatore
- The Great War and the Shaping of the 20th Century (1996) Miniserie televisiva